# Noctuelle de la tomate
Helicoverpa armigera
Espèce
La Noctuelle de la tomate ou l'Armigère, Helicoverpa armigera, (pour les anglophones  Cotton Bollworm, Corn Earworm, Tobacco Budworm, Old World Bollworm  également connue au Royaume-Uni, où c’est une espèce introduite, sous le nom de Scarce Bordered Straw) est une espèce de lépidoptères, un papillon remarquablement ubiquiste, dont les larves (chenilles) peuvent consommer dans ses régions d'origine une large gamme de plantes herbacées, dont des plantes cultivées comme le coton, la tomate et le maïs. Il s'adapte également aux régions chaudes de l'hémisphère sud (par exemple, il a été trouvé, et est en forte extension à partir de 2006, sur les cocotiers de Papouasie-Nouvelle-Guinée)
C’est l’une des espèces les plus polyphages et cosmopolites parmi les ravageurs. Introduite dans de nombreux pays, elle peut faire des ravages là où elle n'a pas de prédateurs en quantité suffisante.
C'est une des espèces que les fabricants d'OGM proposent de combattre par des transgènes permettant à une plante de sécréter elle-même un pesticide.

## Surveillance
Des pièges à phéromones ou des pièges lumineux (2 pour couvrir 10 acres) permettent le suivi de ce papillon.

## Description
- Taille : 30 à 36 mm (ailes étendues), pour une longueur corporelle de 14 à 18 mm.
- Ailes : marquées par des lignes ondulées grisâtres et des taches plus foncées de taille variable sur la face supérieure, avec une marque noire en forme de rein et une tache ronde sur la partie supérieure. Les ailes inférieures sont claires, bleutées et bordées d'un liseré intérieur.
- Couleur : ailes postérieures blanchâtres.
- Œufs : jaunâtres, luisants et posés séparément, sur toutes les parties de la plante hôte.
- Chenille : jusqu'à 40 mm de long, corps velu, avec couleurs variées. Elles peuvent se nourrir sur des feuilles ou consommer l'intérieur de fruits, de gousses, d'épis.

## Confusion possible
Soit par son apparence, soit par son nom, la Noctuelle de la tomate peut être confondue avec d’autres papillons de nuit, dont des espèces apparentées comme Helicoverpa zea.

## Synonymes
- Heliothis armigera (Hübner, 1805)
- Noctua armigera Hübner, [1805]
- Noctua barbara Fabricius, 1794
- Heliothis conferta Walker, 1857
- Heliothis pulverosa Walker, 1857
- Heliothis uniformis Wallengren, 1860
- Heliothis fusca Cockerell, 1889
- Helicoverpa commoni Hardwick, 1965
- Heliothis rama Bhattacherjee & Gupta, 1972

## Hybridation
En 2018, deux chercheurs du CSIRO (Commonwealth Scientific and Industrial Research Organisation) ont découvert qu'au Brésil cette espèce s'est hybridée avec Helicoverpa zea, donnant un insecte encore plus polyphage et super résistant aux insecticides, susceptible de ravager les cultures au niveau mondial s'il se répand.

## Philatélie
Ce papillon figure sur une émission de l'Angola de 1994 (5 000 Nkz.), sous le nom Heliothis armigera.

## Galerie

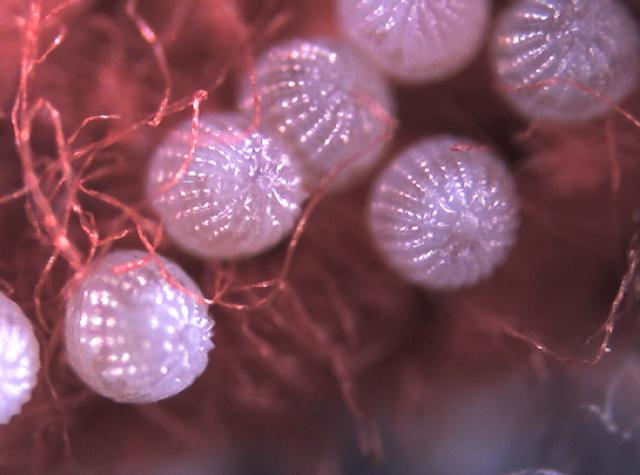
Œufs
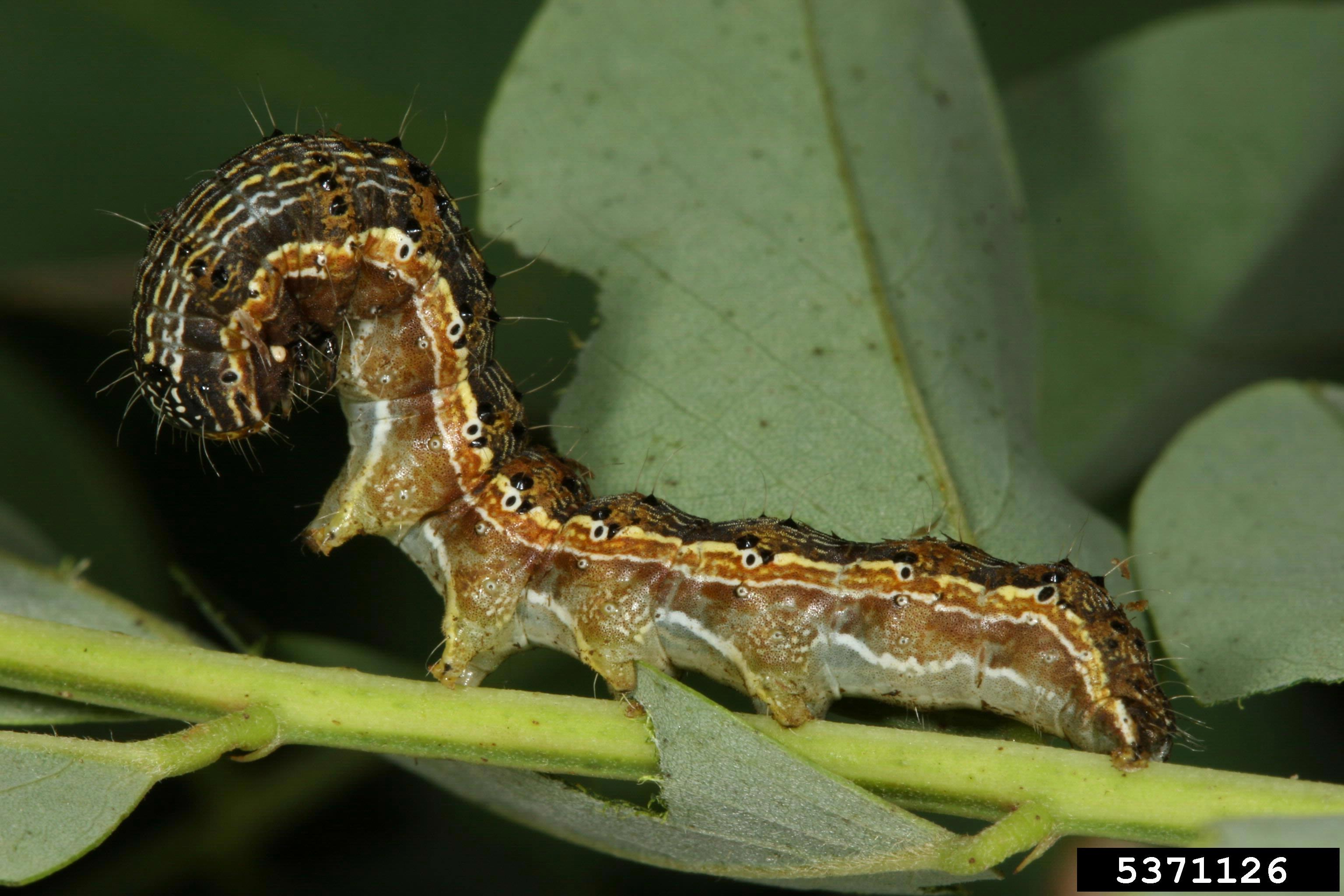
Chenille